# Sorriso EC
Der Sorriso Esporte Clube, in der Regel nur kurz Sorriso genannt, ist ein Fußballverein aus Sorriso im brasilianischen Bundesstaat Mato Grosso.

## Erfolge
- Staatsmeisterschaft von Mato Grosso: 1992, 1993

## Stadion
Der Verein trägt seine Heimspiele im Estádio Egídio José Preima in Sorriso aus. Das Stadion hat ein Fassungsvermögen von 5000 Personen.